# Varkala
Varkala (o Varkkallai) è una suddivisione dell'India, classificata come municipality, di 42.273 abitanti, situata nel distretto di Thiruvananthapuram, nello stato federato del Kerala. In base al numero di abitanti la città rientra nella classe III (da 20.000 a 49.999 persone).

## Geografia fisica
La città è situata a 8° 43' 60 N e 76° 43' 0 E al livello del mare.

## Società

### Evoluzione demografica
Al censimento del 2001 la popolazione di Varkala assommava a 42.273 persone, delle quali 20.784 maschi e 21.489 femmine. I bambini di età inferiore o uguale ai sei anni assommavano a 4.725, dei quali 2.378 maschi e 2.347 femmine. Infine, coloro che erano in grado di saper almeno leggere e scrivere erano 32.959, dei quali 15.903 maschi e 17.056 femmine.